# Villavicencio de los Caballeros
Villavicencio de los Caballeros község Spanyolországban, Valladolid tartományban.  Lakosainak száma 221 fő (2024).

## Népesség
A település népessége az utóbbi években az alábbiak szerint változott:
| Lakosok száma | 318  | 294  | 282  | 260  | 248  | 251  | 221  | 245  | 232  | 221  |
|               | 2001 | 2004 | 2007 | 2009 | 2012 | 2014 | 2017 | 2019 | 2022 | 2024 |